# Anton aus Tirol
Anton aus Tirol ist ein humoristischer volkstümlicher Schlager der österreichischen Autoren Ingrid Musenbichler, Manfred Padinger, Walter Schachner und Friedrich Schicho.
Der Titel erschien im Jahr 2000 als Debütsingle von DJ Ötzi aus seinem Debütalbum Das Album.

## Geschichte
Der Titel wurde erstmals 1991 von Walter Schachners Gruppe Walter & die bunten Vögel als Single sowie auf deren Album Hol de Ladio veröffentlicht, blieb aber weitgehend unbekannt. 1999 wurde es erneut von dem Tiroler Harry Schagerl aufgelegt, der einige Fernsehauftritte damit bestreiten konnte und somit den Titel überregional bekannt machte. Nach einem Rechtsstreit durfte er auch den Namen Anton aus Tirol für sich beanspruchen.
Mit modernisierten und leicht anzüglichen Textveränderungen kam kurz darauf die Version von DJ Ötzi als dessen Debütsingle auf den Markt (damals noch als Anton feat. DJ Ötzi).

## Inhalt
Das Lied dreht sich um den in Tirol lebenden Anton, der gerne davon erzählt, was er macht und sich selbst beweihräuchert. Er selbst sieht sich dabei als toll, schön, stark, wild und auch sonstig überlegen an. Vor allem in der Frauenwelt sei er heiß begehrt.

## Kommerzieller Erfolg

### Chartplatzierungen
| ChartsChartplatzierungen | Höchstplatzierung | Wochen |
| ------------------------ | ----------------- | ------ |
| Deutschland (GfK)        | 1 (42 Wo.)        | 42     |
| Österreich (Ö3)          | 1 (75 Wo.)        | 75     |
| Schweiz (IFPI)           | 2 (28 Wo.)        | 28     |

| ChartsJahrescharts (2000) | Platzierung |
| ------------------------- | ----------- |
| Deutschland (GfK)         | 1           |
| Österreich (Ö3)           | 1           |
| Schweiz (IFPI)            | 15          |

### Auszeichnungen für Musikverkäufe
| Land/Region        | Auszeichnungen für Musikverkäufe (Land/Region, Auszeichnung, Verkäufe) | Verkäufe  |
| ------------------ | ---------------------------------------------------------------------- | --------- |
| Belgien (BRMA)     | Gold                                                                   | 25.000    |
| Deutschland (BVMI) | 2× Platin                                                              | 1.000.000 |
| Niederlande (NVPI) | Gold                                                                   | 40.000    |
| Österreich (IFPI)  | 3× Platin                                                              | 150.000   |
| Schweiz (IFPI)     | Gold                                                                   | 25.000    |
| Insgesamt          | 3× Gold · 5× Platin ·                                                  | 1.240.000 |